# Heterolocha lungtana
Heterolocha lungtana är en fjärilsart som beskrevs av Eugen Wehrli 1940. Heterolocha lungtana ingår i släktet Heterolocha och familjen mätare. Inga underarter finns listade i Catalogue of Life.